# 镇隆镇 (惠州市)
镇隆镇，是中华人民共和国广东省惠州市惠阳区下辖的一个乡镇级行政单位。

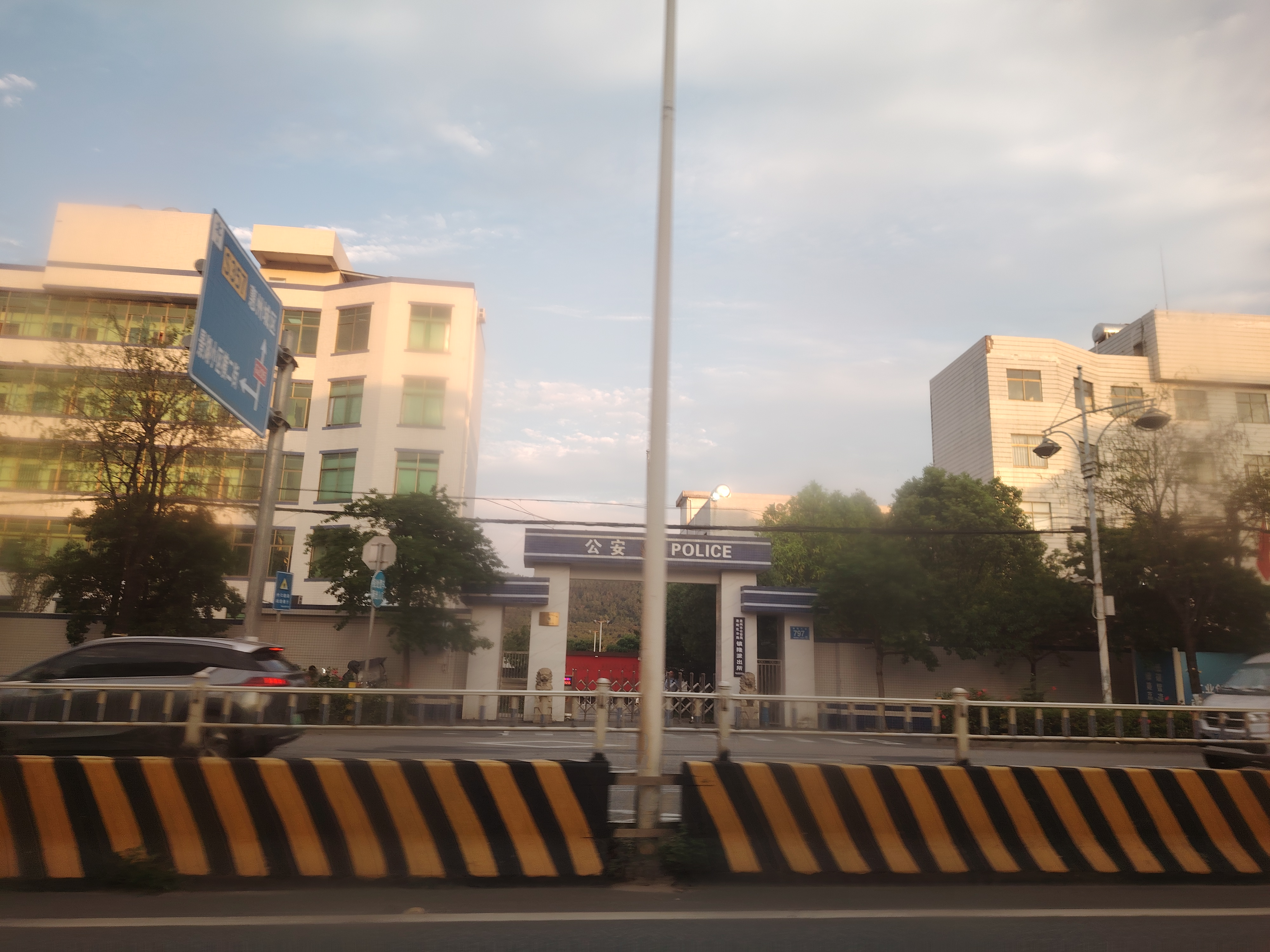
镇隆派出所及镇隆大道（属于205国道惠州段）

## 行政区划
镇隆镇下辖以下地区：
镇隆社区、山顶村、长龙村、大光村、高田村、陂塘角村、井龙村、塘角村、楼寨村、楼下村、黄洞村、甘陂村、皇后村和联溪村。